# Língua arrernte
A língua arrernte (ou aranda) é uma língua ou conjunto de dialetos relacionados falados na região de Alice Springs (Mparntwe em Arrernte) no Território do Norte, Austrália. Esse grupo inclui as seguintes línguas:
- Anmatjirra
- Alyawarr
- Ayerrerenge
- Antekerrepenhe
- Arrernte oriental ou Ikngerripenhe
- Arrernte central ou Mparntwe Arrernte
- Arrernte ocidental, Tyuretye Arrernte ou Arrernte Alturlerenj
- Arrernte meridional ou Pertame
- Baixo arrernte ou Alenjerntarpe

Ainda não há um consenso se essas línguas são apenas dialetos ou línguas distintas.

## Dialetos

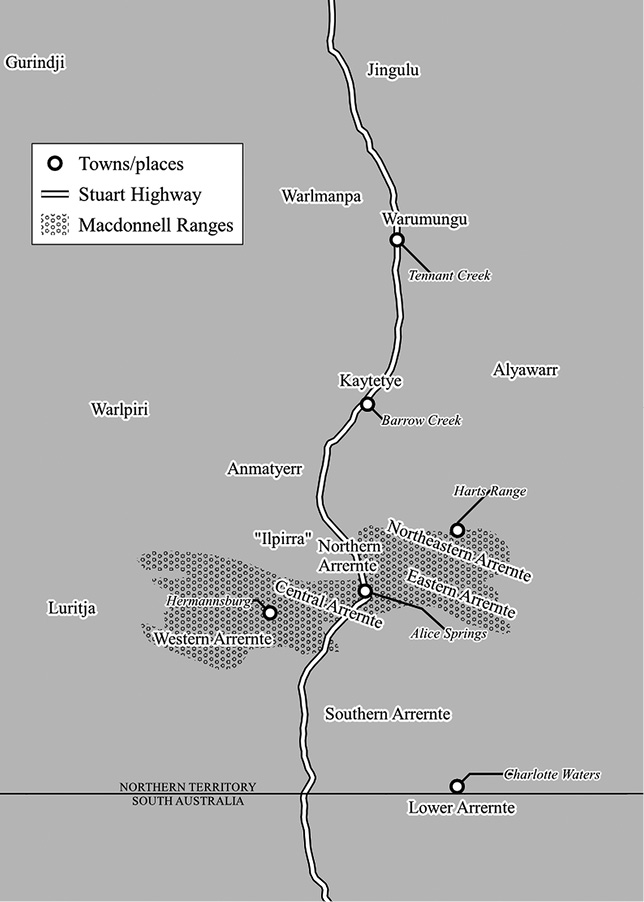
Línguas

"Aranda" é uma aproximação simplificada no inglês australiano da pronúncia tradicional do nome  Arrernte  Predefinição:IPA-aus.
Glottolog define os  dialetos do dialeto  Arândico como compreendendo 5 dialetos  Aranda  (Arrernte), além de dois idiomas distintos, Kaytetye (Koch, 2004) e Aranda Meridional Inferior (ou apenas Inferior) Aranda, uma língua extinta. Ethnologue define 8 idiomas arândicos e os classifica de maneira ligeiramente diferente.
Dois dialetos são mais falados do que qualquer um dos outros:
- Arrernte Oriental (também conhecido como Arrernte Central) cujos dialetos incluem  Akarre ,  Antekerrepenh ,  Ikngerripenhe ,  Mparntwe Arrernte .[4] Falado na área de Alice Springs e outros, houve 1.910 falantes no censo de 2016,[5] tornando-o o idioma Arrernte mais falado e também dentre os de aborígines australianos. Esse é o dialeto mais conhecido como "Arrernte" e o mais forte de todos no grupo. Existe um projeto que incentiva seu uso,  Apmere angkentye-kenhe ,[6]
- O dialeto Alyawarra falado pelo povo Alyawarra, nas áreas de Sandover, Território do Norte, e emTennant Creek]], bem como em Queensland. Em 2016, havia 1.550 falantes do idioma, dando a ele o status de "se Desenvolvendo".[7] É semelhante ao Arrernte Ocidental. Kaytetye está relacionado a esse dialeto, mas é classificado como um idioma separado.[8])

Todos os outros dialetos estão ameaçados ou extintos:
- Andegerebinha]] (ou Antekerrepenhe ou Ayerrerenge) foi falado na área geográfica do rio Hay, [[Território do Norteritório_Território do Norte (leste de Alice Springs), mas agora está extinto.[9]
  - Ayerrerenge, (também conhecido como Yuruwinga, Bularnu e outras variações) foi falado pelos Yuruwinga | Yuruwinga / Yaroinga.[10] é o membro mais a nordeste do grupo de línguas Arrernte e o menos estudado.[8] Foi falado ao longo da fronteira de Queensland nas áreas Headingly Station, Urandangi, Lake Nash, Barkly Downs e Mount Isa e perto de Mount Hogarth, Bathurst,[11]  e Argadargada[12] in the NT.[13] Está hoje extintoIt. Segundo Glottolog: "O E17 / E18 / E19 tem uma entrada separada para Ayerrerenge [ax]. Mas Ayerrerenge é uma variedade arândica incluída na entrada Andegerebinha (Breen, Gavan 2001, Breen, J. Gavan 1971)”. Breen (2001) diz que o idioma foi considerado igual ou similar ao Andegerebinha / Antekerrepenhe por alguns falantes,[8] and Glottolog regards it as a dialect of it.[9]

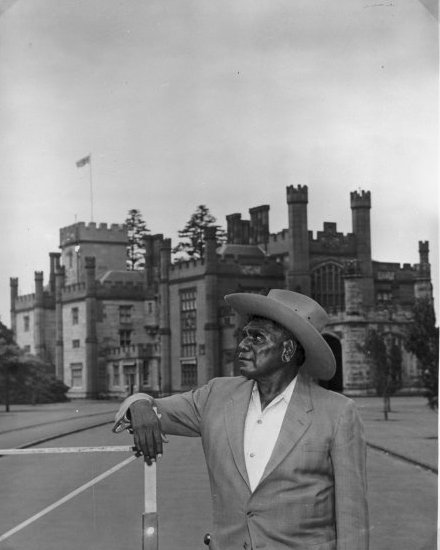
O artista Albert Namatjira era da etnia Arrernte Ocidental

- Anmatyerre, dividido em oriental e ocidental, é falado pelo povo Anmatyerre (ou Anmatjirra).[14] A forma oriental parece mais intimamente relacionada com Arrernte Oriental e Alywarre Meridional do que Anmatyerre Ocidental, que é visivelmente diferente em fonética de outras línguas arândicas. É falado nas regiões de Mount Allen e noroeste de Alice Springs. Com apenas 640 falantes no censo de 2016, é considerado ameaçado.[15]
- Western Arrernte (ou Aranda Ocidental, Akara, Aranda Meridional, possível sub-dialeto Akerre[16]), falada a oeste de Alice Springs, está quase extinta, sendo falada apenas por 440 pessoas em 2016.[17] Outros termos são  Tyuretye Arrernte  e  Arrernte Alturlerenj . Breen distingue Tyurretye Arrernte (que ele inicialmente chamou de Mbunghara) de Arrernte Ocidental, dizendo que gravações de dois falantes feitas pela primeira vez, do Standley Chasm e Mbunghara, não eram conhecidas até meados da década de 1980, e que isso ode ter sido o "real" Arrernte Ocidental , antes que o último fosse misturado com Arrernte Meridonal (Pertame) na Missão Hermannsburg. Anna Kenny observou que as pessoas do rio Upper Finke preferem que seu idioma seja conhecido como Aranda Ocidental.[18] Este dialeto tem semelhanças com Alyawarre e Kaytetye.

## Fonologia

### Consoantes
|                    | Periferal | Periferal | Periferal | Laminal | Laminal  | Apical       | Apical |
| Bilabial           | Velar     | Uvular    | Palatal   | Dental  | Alveolar | Retroflexiva |        |
| ------------------ | --------- | --------- | --------- | ------- | -------- | ------------ | ------ |
| Parada             | p pʷ      | k kʷ      |           | c cʷ    | t̪ t̪ʷ     | t tʷ         | ʈ ʈʷ   |
| Nasal              | m mʷ      | ŋ ŋʷ      |           | ɲ ɲʷ    | n̪ n̪ʷ     | n nʷ         | ɳ ɳʷ   |
| Nasal pré-oclusiva | pm pmʷ    | kŋ kŋʷ    |           | cɲ cɲʷ  | t̪n̪ t̪n̪ʷ   | tn tnʷ       | ʈɳ ʈɳʷ |
| Lateral            |           |           |           | ʎ ʎʷ    | l̪ l̪ʷ     | l lʷ         | ɭ ɭʷ   |
| Aproximante        | w         | ɰ~ʁ       | ɰ~ʁ       | j jʷ    |          |              | ɻ ɻʷ   |
| Tap/Trill          |           |           |           |         |          | r rʷ         |        |

A consoante /ɰ~ʁ/ é descrita como velar ([ɰ]) por Breen (2005), e como uvular ([ʁ̞]) por Henderson (2003).

### Vogais
|       | Frontal | Central | Anterior |
| ----- | ------- | ------- | -------- |
| Alta  | (i)     |         | (u)      |
| Média |         | ə       |          |
| Baixa |         | a       |          |

Todos od dialetos possuem pelo menos /ə a/.

### Fonotáticas
A estrutura silábica do arrernte é descrita como VC(C), com codas obrigatórias.

## Ortografia
Na ortografia Arrernte Central / Oriental não escreve  / ə / no início da palavra e adiciona um  e  ao final de cada palavra.
|                         | Periferal | Periferal | Periferal | Coronal  | Coronal           | Coronal    | Coronal  |
| Laminal                 | Laminal   | Periferal | Periferal | Apical   | Apical            |            |          |
| Bilabial                | Velar     | Uvular    | Palatal   | Dental   | Alveolar          | Retroflexa |          |
| ----------------------- | --------- | --------- | --------- | -------- | ----------------- | ---------- | -------- |
| Oclusiva                | p pw      | k kw      |           | ty tyw   | th thw            | t tw       | rt rtw   |
| Nasal                   | m mw      | ng ngw    |           | ny nyw   | nh nhw            | n nw       | rn rnw   |
| Pré Oclusiva Nasal      | pm pmw    | kng kngw  |           | tny tnyw | tnh/thn tnhw/thnw | tn tnw     | rtn rtnw |
| Oclusiva pré-nasalizada | mp mpw    | ngk ngkw  |           | nty ntyw | nth nthw          | nt ntw     | rnt rntw |
| Lateral                 |           |           |           | ly lyw   | lh lhw            | l lw       | rl rlw   |
| Aproximente             | w         | h         | h         | y yw     |                   |            | r rw     |
| Vibrante                |           |           |           |          |                   | rr rrw     |          |

|         | Anterior | Centrall Central | Posterior |
| ------- | -------- | ---------------- | --------- |
| Fechada | (i/ey)   |                  | (u/we)    |
| Medial  |          | e                |           |
| Aberta  |          | a                |           |

## Gramática

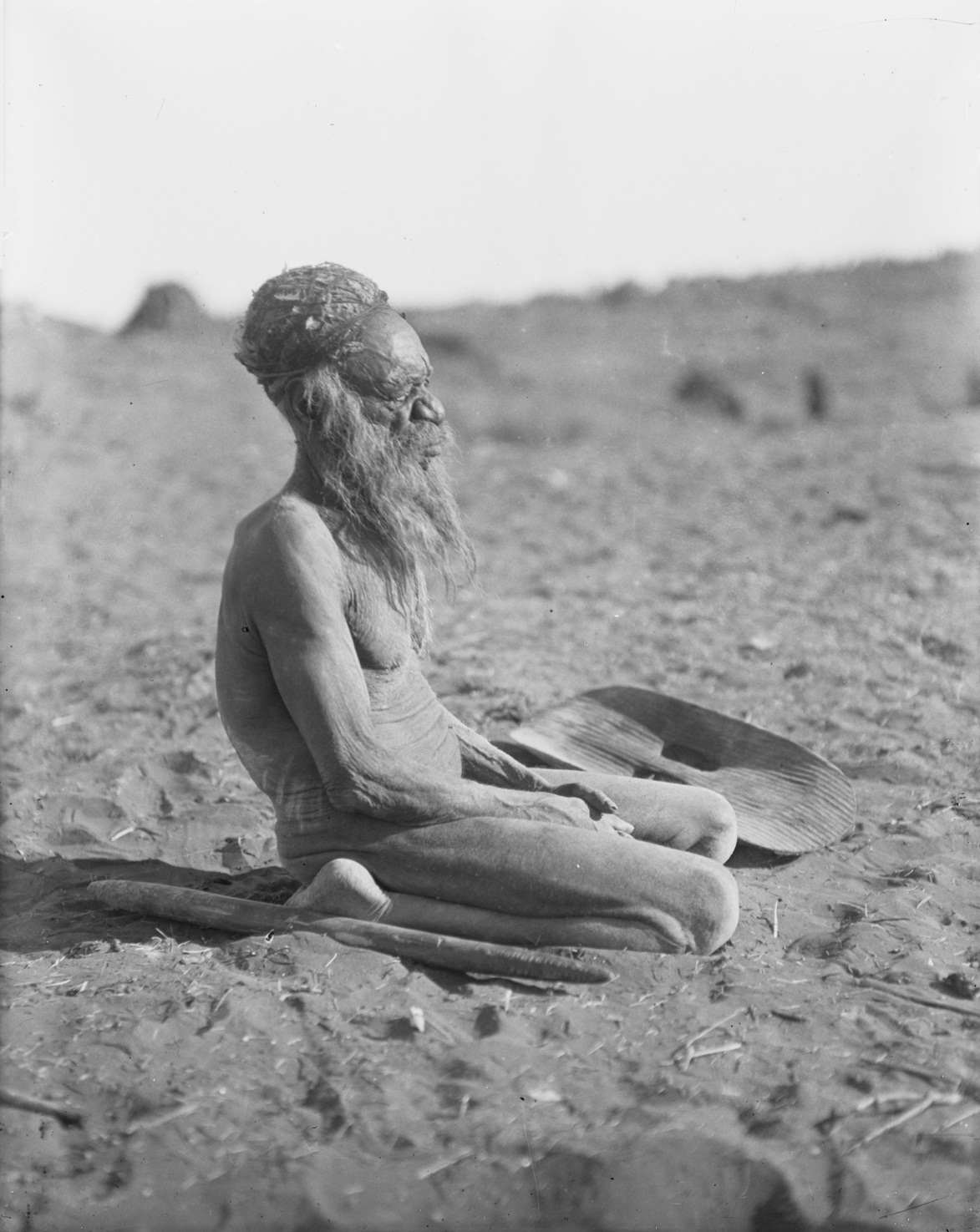
Kai Kai Arrernte Ocidental, provavelmente um falante da Arrernte Superior; ~ 1900

Arrernte Oriental e Central possui ordem das palavras razoavelmente livres, mas tende para sujeito-objeto-verbo (SOB). É geralmente língua ergativa, mas é acusativa em seus pronomes. Os pronomes podem ser marcados para dualidade e “grupo de pela.

### Sufixos
| sufixos          | significado              |
| ---------------- | ------------------------ |
| +aye             | ênfase                   |
| +ewe             | ênfase forte             |
| +eyewe           | ênfase mais forte        |
| +ke              | para                     |
| +le              | ator da frase            |
| +le              | instrumento              |
| +le              | locação                  |
| +le-arlenge      | junto, com               |
| +nge             | desde                    |
| -akerte          | tendo                    |
| -arenye          | de (origem), associação  |
| -arteke          | similaridade             |
| -atheke          | na direção de            |
| -iperre, -ipenhe | depois, desde            |
| -kenhe           | pertencer a              |
| -ketye           | porque (má consequência) |
| -kwenye          | não ter, sem             |
| -mpele           | por meio de, via         |
| -ntyele          | de                       |
| -werne           | até                      |
| +ke              | passado                  |
| +lhe             | reflexivo                |
| +me              | tempo presente           |
| +rre/+irre       | recíproca                |
| +tyale           | negativo imperativo      |
| +tye-akenhe      | negativo                 |
| +tyeke           | objetivo ou intenção     |
| +tyenhe          | futuro                   |
| ∅                | imperativo               |

### Pronomes

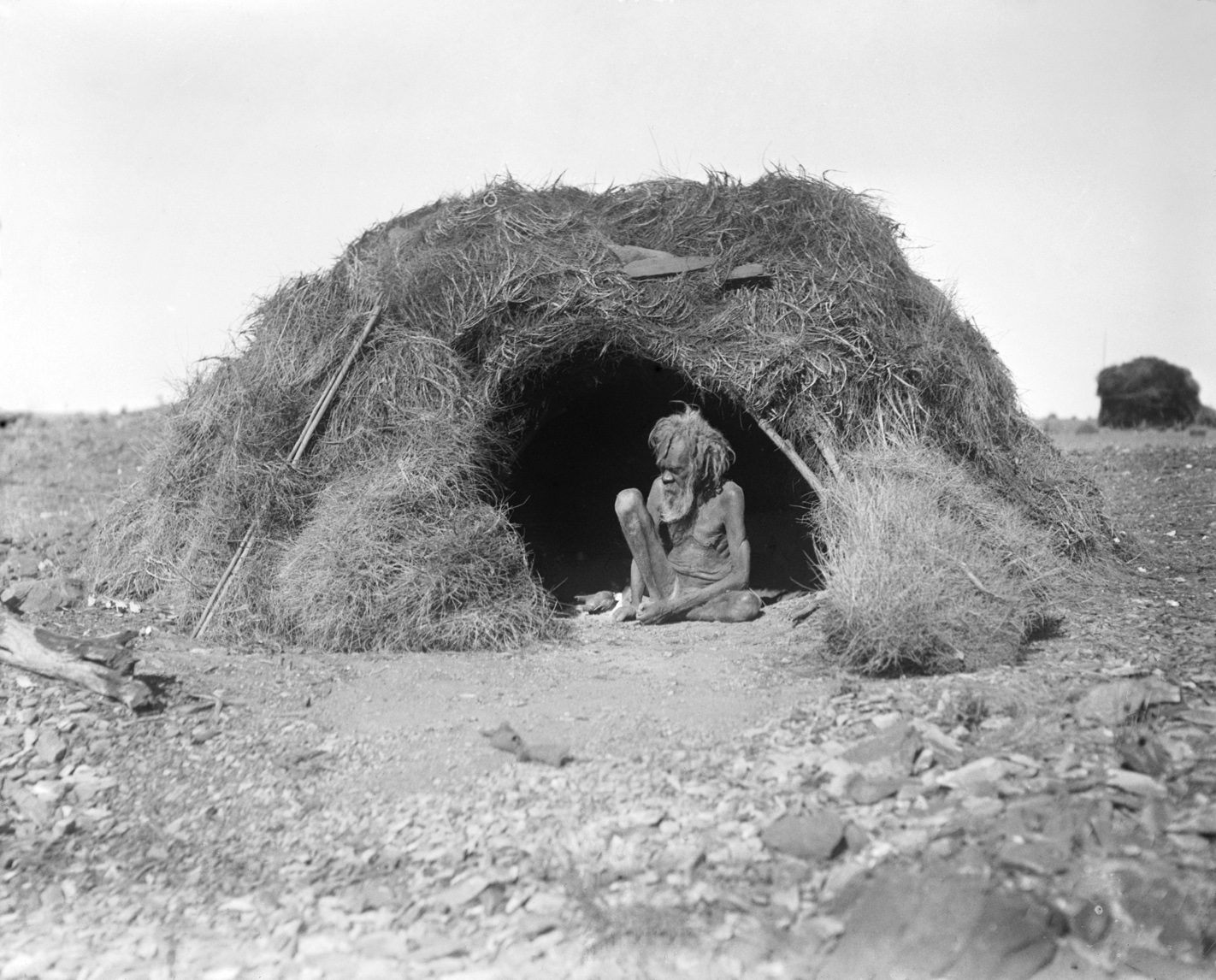
Cabana do leste de Arrernte Basedow, povo do leste de Arrernte, distrito de Arltunga, Território do Norte; Agosto de 1920

Os pronomes declinam com um alinhamento nominativo em vez de ergativo:
| pessoa | número   | sujeito     | objeto                         | dativo         | possessivo        |
| ------ | -------- | ----------- | ------------------------------ | -------------- | ----------------- |
| 1      | singular | ayenge/the  | ayenge/ayenhe                  | atyenge        | atyenhe/atyinhe   |
| 1      | dual     | ilerne      | ilernenhe                      | ilerneke       | ilernekenhe       |
| 1      | plural   | anwerne     | anwernenhe                     | anwerneke      | anwernekenhe      |
| 2      | singular | unte        | ngenhe                         | ngkwenge       | ngkwinhe          |
| 2      | dual     | mpwele      | mpwelenhe                      | mpweleke       | mpwelekenhe       |
| 2      | plural   | arrantherre | arrenhantherre                 | arrekantherre  | arrekantherrenhe  |
| 3      | singular | re          | renhe                          | ikwere         | ikwerenhe         |
| 3      | dual     | re-atherre  | renhe-atherre renhe-atherrenhe | ikwere-atherre | ikwere-atherrenhe |
| 3      | plural   | itne        | itnenhe                        | itneke         | itnekenhe         |

As partes do corpo normalmente requerem pronomes não possessivos (posse inalienável), embora os falantes mais jovens também possam usar possessivos nesse caso (por exemplo,  akaperte ayenge  ou  akaperte ayenge  'minha cabeça'). 

### Língua de sinais
O Arrernte tem também uma língua de sinais altamente desenvolvida,  também chamadas  Iltyeme-iltyeme.

## Uso e escolaridade
O Departamento de Educação do Território do Norte possui um programa para o ensino de línguas e culturas indígenas, sustentado por um plano intitulado  Mantendo fortes as línguas e culturas indígenas - um plano para o ensino e a aprendizagem de línguas e culturas indígenas no Território do Norte  com a segunda fase do plano que vai de 2018 a 2020).
O “Alice Springs Language Center” oferece ensino de idiomas nas escolas de ensino fundamental, médio e superior, oferecendo Arrernte, Indonésio,  japonês,  espanhol e  Chinês. 
Existem dois cursos que ensinam Arrernte no nível superior: no Instituto Batchelor e na Universidade Charles Darwin. 
Estão sendo executados projetos para reviver dialetos moribundos do idioma, como Southern Arrernte / Pertame.

### Exemplos
| werte ware | Bom dia, o que há de novo? Nada de mais\|- | Unte mwerre? Ye, ayenge mwerre | Você está bem? Sim, eu estou bem\|- | Urreke aretyenhenge Kele aretyenhenge | Até logo OK vejo você mais tarde |

## Cultura
- O trabalho de teatro musical de Peter Sculthorpe Ritos de passagem]] '(1972-73) é escrito em parte em Arrernte e em parte em latim.
- Arrernte Central e Oriental foi usado em partes do libreto de Andrew Schultz 'e Gordon Williams' Journey to Horseshoe Bend ', baseado no romance de Ted Strehlow.

## Arrernte nas escolas
Na maior parte das escolas primárias de Alice Springs, estudantes (de todas as raças e nacionalidades) são educados em arrernte (ou em alguns casos em arrernte ocidental) como uma língua obrigatória, junto ao francês ou indonésio. Adicionalmente, a maioria dos centros de ensino superior de Alice Springs oferecem a opção de estudo da língua arrernte como uma disciplina opcional, podendo também ser aprendida no Centralian College como parte de um curso TAFE. Há planos de se introduzir a língua arrernte como disciplina no currículo acadêmico de universidades.

## Arrernte em locais de trabalhos
Muitos postos de serviços de Alice Springs exigem que os empregados possuam ao menos o básico do arrernte a fim de se comunicarem efetivamente com a grande população arrernte (aproximadamente 25% dos residentes de Alice Springs falam arrernte como primeira língua). Muitos locais de trabalho oferecem o ensino do arrernte como uma opção.